# Сказать жизни «Да!»: психолог в концлагере
«Сказать жизни „Да!“: Психолог в концлагере» (нем. …trotzdem Ja zum Leben sagen: Ein Psychologe erlebt das Konzentrationslager) — книга австрийского психиатра Виктора Франкла, написанная им после заключения в нацистских концентрационных лагерях Освенцим и Дахау с 1942 по 1945 годы.
Заметки для будущей книги Франкл писал стенографическими знаками на клочках бумаги втайне от других. Окончательно книга была написана через несколько месяцев после освобождения Франкла в 1945 году, а впервые опубликована в 1946 году в Вене. Первоначально автор планировал опубликовать её анонимно, однако родственники и друзья убедили его поставить свою фамилию.
К моменту смерти Виктора Франкла в 1997 году книга была переведена на 24 языка и разошлась общим тиражом более 10 миллионов экземпляров.
Описанный в книге опыт тяжёлой жизни заключённых концлагеря и анализ отношения к этому Франкла как психиатра стали одной из основ понятия проактивности.

## Содержание
Франкл выделяет три психологические реакции, которые в той или иной степени испытывают все заключенные:
- шок на начальном этапе поступления в лагерь,
- апатия после привыкания к лагерному существованию, в котором заключенный ценит только то, что помогает выжить ему и его друзьям,
- деперсонализация, горечь и разочарование, если он выживет и будет освобожден.

## Издания
- Виктор Франкл. Сказать жизни «Да!»: Психолог в концлагере = …trotzdem Ja zum Leben sagen: Ein Psychologe erlebt das Konzentrationslager. — 9 изд.. — М.: Альпина нон-фикшн, 2021. — 239 с. — ISBN 978-5-91671-838-6.